# John M. Francis

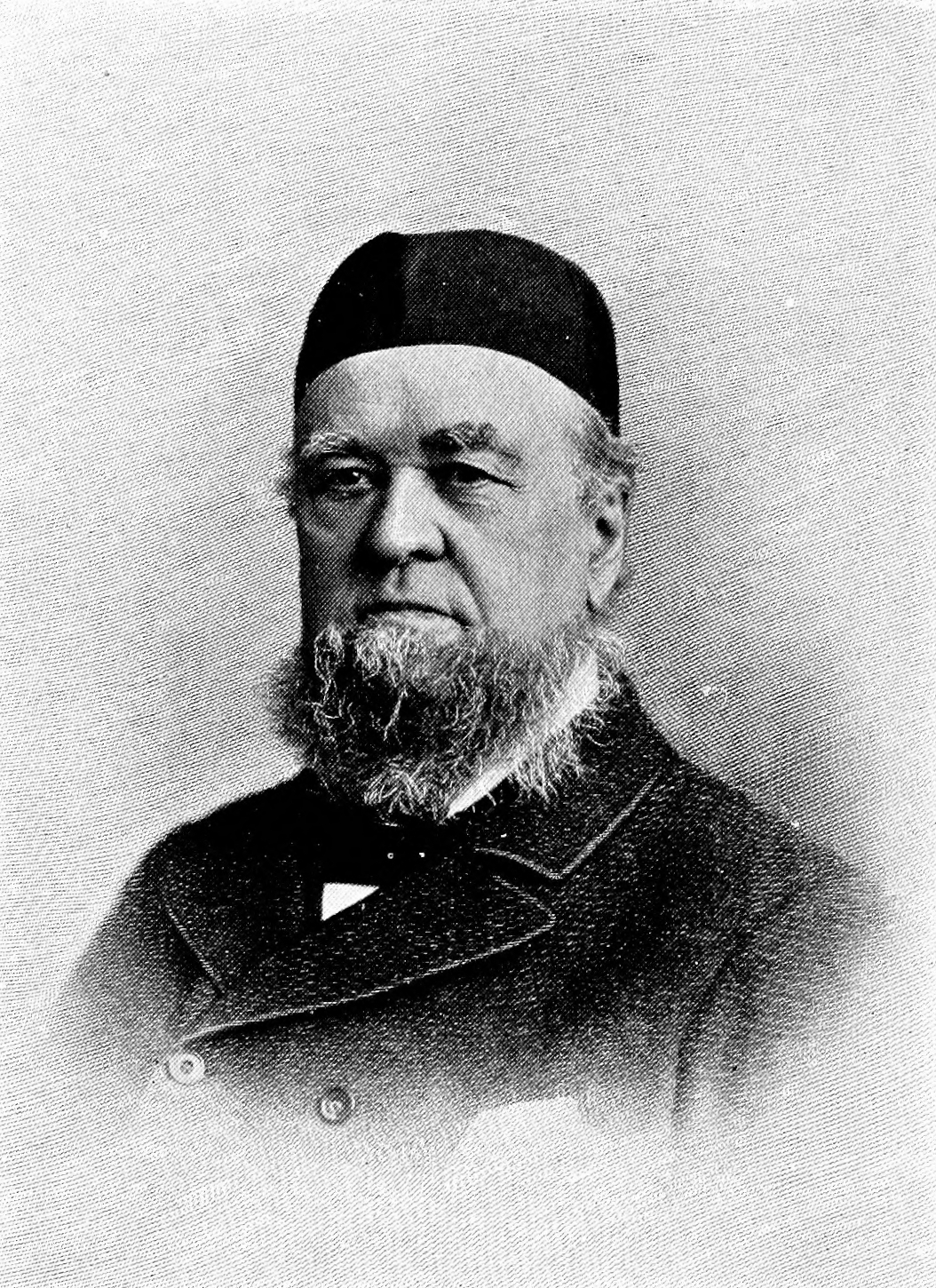
Porträt von John M. Francis (1823–1897)

John Morgan Francis (geboren am 6. März 1823 in Prattsburgh, New York; gestorben am 18. Juni 1897 in Troy, New York) war ein amerikanischer Journalist und Diplomat.

## Laufbahn
Francis begann seine Karriere als Journalist 1838 beim Ontario Messenger und schrieb danach unter anderem für den Wayne Sentinel (Palmyra), den Rochester Daily Advertiser (Rochester) und das Northern Budget (Troy). 1851 gründete er eine eigene Zeitung in Troy, The Troy Daily Times die sich in den nächsten Jahrzehnten zu einer der auflagenstärksten Blätter in Upstate New York entwickelte. Politisch positionierte er sich und seine Zeitung an der Seite der Republikanischen Partei und wurde in späteren Jahren für geleistete Dienste mit attraktiven Diplomatenposten belohnt.
1871–1873 war er Botschafter der Vereinigten Staaten in Griechenland, 1882–1884 in Portugal sowie 1884–1885 Gesandter (Envoy Extraordinary and Minister Plenipotentiary) in Österreich-Ungarn.